# Hilvan
Hilvan là một huyện thuộc tỉnh Şanlıurfa, Thổ Nhĩ Kỳ. Huyện có diện tích 1296 km² và dân số thời điểm năm 2007 là 40690 người, mật độ 31 người/km².